# Cantar de Bereterretxe
El cantar de Bereterretxe o Bereteretxen khantoria fue publicada por Jean de Jaurgain en su obra Quelques légendes poétiques du pays de Soule y en Traditions Basques. También aparece en la selección de Sallaberry, Chants populaires du Pays Basque. Según este último, Berterretx habría sido asesinado por instigación del conde de Trois-Villes para eliminarlo como rival. Pero el conde, lugarteniente del rey en su castillo de Mauleón, ocupaba este puesto en 1643. Jaurgain establece de una manera irrefutable que el poema es con mucho anterior a esta fecha. El nombre de la madre de Bereterretx, Marisanz de Bustanoby, muy frecuente en Sola en el siglo XV, empleado aún en la primera mitad del siglo XVI, desaparece a continuación completamente. Por otra parte, según M. H. Gavel, la melodía, que "posee netamente el carácter del primer modo gregoriano", parece remontarse al siglo XV. Bereterretx no fue, pues, víctima del conde de Trois-Villes.
El cantar relata la trágica muerte del caballero, que pertenecía al bando agramontés, por el alcaide de Mauleón en nombre del rey de Inglaterra, D. Luis de Beaumont, conde de Lerín, jefe de la facción beamontesa. Esta muerte se relaciona a las sangrientas guerras de bandos entre las familias de Luxe y de Gramont como un pequeño incidente al que engrandeció el poeta. Según Jaurgain, data el poema de la primera mitad del siglo XV (entre 1434 y 1449), ya que el asesinato del hijo de Marisanz de Bustanoby fue cometido u ordenado por el conde de Lerín, que se hallaba al frente del castillo de Mauleón desde 1434. Se habla de un señor conde en el relato y en él la casa de la víctima se llama de Espeldoy (hoy Espeldoipe). 
Agrega Jaurgain "que se ve todavía una cruz de piedra, erigida en el lugar donde fue muerto Bereterretx". Esta cruz, mejor dicho, esta estela discoidal, se hallaba delante de la casa; más tarde, como entorpeciera la circulación, fue transportada a un muro frontal a la casa y en 1969 se hallaba muy deteriorada. Lo más probable es, sin embargo, que este monumento sea posterior a los hechos, o sea, del siglo XVI; la estela no tiene fecha ni nombre, sólo dos arcos con sus flechas alusivas tal vez a la muerte del destinatario que se representa como una tosca figura con los brazos extendidos. Según la canción, Bereterretx fue sacado de su casa en Larrau durante la noche de Pascua, asesinado en el camino de Mauleón y su cadáver fue encontrado por la hija de la casa Espeldoy.
CANTAR DE BERETERRETXE
Anónimo, siglo XV (1434-1449 aprox.)
| Haltzak ez dü bihotzik, Ez gaztanberak hezürrik. Ez nian uste erraiten ziela aitunen semek gezurrik. Andozeko ibarra, Ala zer ibar lüzia! Hiruretan ebaki zaitan armarik gabe bihotza. Bereterretxek oheti Neskatuari eztiki: «Abil, eta so egin ezan gizonik denez ageri». Neskatuak ber'hala, Ikusi zian bezala Hiru dozena bazabiltzala borta batetik bestila. Bereterretxek leihoti Jaun Kuntiari goraintzi: Ehun behi bazereitzola, beren zezena ondoti. Jaun Kuntiak ber'hala, Traidore batek bezala: «Bereterrex, haigü bortala: ützüliren hiz berhala». | «Ama, indazüt atorra Mentüraz sekulakoa! Bizi denak oroit ükenen dü Bazko gai-erdi ondua! Heltü nintzan Ligira, Buneta erori lürrera, Buneta erori lürrera eta eskurik ezin behera. Heltü nintzan Ezpeldoira, Han haritx bati esteki, Han haritx bati esteki eta bizia zeitan idoki. Marisantzen lasterra Bost mendietan behera! Bi belainez herrestan sartü da Lakarri-Büstanobila. «Büstanobi gaztia, Ene anaie maitia, Hitzaz onik ez balinbada, ene semea joan da». «Arreba, hago ixilik! Ez otoi egin nigarrik Hire semea bizi bada, Mauliala dün joanik. | Marisantzen lasterra Jaun Kuntiaren bortala! «Ai, ei, eta, jauna, nun düzie ene seme galanta?» «Hik bahiena semerik Bereterretxez besterik? Ezpeldoi altian dün hilik; habil, eraikan bizirik...» Ezpeldoiko jenteak, Ala sendimentü gabeak! Hila hain hüllan üken-eta deüsere ez zakienak! Ezpeldoiko alaba Margarita deitzen da: Bereterretxen odoletik ahürka biltzen ari da. Ezpeldoiko bukata, Ala bukata ederra! Bereterretxen atorretarik hirur dozena ümen da. |

(traducción autorizada de Koldo Izaguirre)
| Ni tiene médula el aliso ni tiene hueso el requesón. Nunca hubiese creído que un noble pudiese mentir. Qué valle tan extenso el valle de Andoze! Se me ha partido en tres, sin arma, el corazón. Bereterretxe, desde el lecho, se dirige quedamente a la doncella: «Ve y mira si aparece algún hombre». La doncella, diligente, le cuenta lo que ha visto: tres docenas van de una a otra puerta. Desde la ventana, Bereterretxe saluda al señor conde, le ofrece cien vacas con su toro. El señor conde, como un traidor: «Bereterretxe, sal a la puerta, enseguida volverás». | «Madre, dame la camisa, quizá la última que vista, quien siga vivo no olvidará el día siguiente de Pascua. Llegué a Ligi, se me cayó el sombrero, se me cayó el sombrero y yo no podía alargar la mano. Llegué a Ezpeldoi, Allí me ataron a un roble, allí me ataron a un roble y me mataron.» Bostmedieta abajo corre Mari Santz. Entra en casa de Buztanobi en Lakarri arrastrándose de rodillas. «Joven Buztanobi, hermano querido, si no tengo tu ayuda, mi hijo está perdido.» | «Calla, hermana, por favor, no llores; si es que aún vive, tu hijo está en Maule.» ¡Qué carrera de Mari Santz hasta la puerta del señor conde! «¡Ay, ay, dónde está mi hijo querido!» «¿No tenías otro hijo además de Bereterretxe? Está muerto cerca de Ezpeldoi; ve y levántalo vivo.» Habitantes de Ezpeldoi, gente sin corazón. Tenían un cadáver y nadie lo sabía. La hija de Ezpeldoi se llama Margarita a manos llenas recoge la sangre de Bereterretxe. ¡Qué hermosa colada la colada de Ezpeldoi! Dicen que hay tres docenas de camisas de Beretxerretxe. |

- Datos: Q3312407